# Kanadai Királyi Légierő
A Kanadai Királyi Légierő (RCAF angolul: Royal Canadian Air Force, franciául: Aviation royale canadienne), Kanada légtérvédelmére fenntartott katonai szervezet, Kanada haderejének egyik önálló haderőneme.

## Szervezete
1. Kanadai Légi Hadosztály
- 1. ezred (Kingston)
  - 400. harcászati helikopteres század
  - 403. harcászati helikopteres század (kiképző)
  - 408. harcászati helikopteres század
  - 427. harcászati helikopteres század
  - 430. harcászati helikopteres század
  - 438. harcászati helikopteres század
- 3. ezred (Bagottville)
  - 425. harcászati vadászrepülő század
  - 439. harci támogató század
- 4. ezred (Cold Lake)
  - 410. harcászati vadászrepülő század (kiképző)
  - 417. harci támogató század
  - 419. harcászati vadászrepülő század (kiképző)
- 5. ezred (Goose Bay)
  - 444. harci támogató század
- 8. ezred (Trenton)
  - 412. szállító század
  - 424. szállító és mentő század
  - 426. szállító század (kiképző)
  - 436. szállító század
  - 437. szállító század
- 9. ezred (Gander)
  - 103. kutató-mentő század
- 12. ezred (Shearwater)
  - 406. tengerészeti műveletek század (kiképző)
  - 423. tengerészeti helikopteres század
  - 443. tengerészeti helikopteres század
- 14. ezred (Greenwood)
  - 404. tengerészeti felderítő század (kiképző)
  - 405. tengerészeti felderítő század
  - 413. szállító és mentő század (kiképző)
- 17. ezred (Winnipeg)
  - 402. szállító század
  - 435. szállító és mentő század
  - 440. szállító század
- 19. ezred (Comox)
  - 407. tengerészeti felderítő század
  - 442. szállító és mentő század
- 22. ezred (North Bay)
  - Ezen a támaszponton található az Észak-amerikai Légtérvédelmi Parancsnokság (NORAD) egyik központja.

2. Kanadai Légi Hadosztály
- 15. ezred (Moose Jaw)
  - 431. légi bemutató század
- 16. ezred (Borden)

## Fegyverzete

### Aktív eszközök
| Származási hely            | Megnevezés             | Feladatkör                                            | Mennyiség                        | Megjegyzés |
| Vadászrepülőgépek          | Vadászrepülőgépek      | Vadászrepülőgépek                                     | Vadászrepülőgépek                | Vadászrepülőgépek |
| -------------------------- | ---------------------- | ----------------------------------------------------- | -------------------------------- | --- |

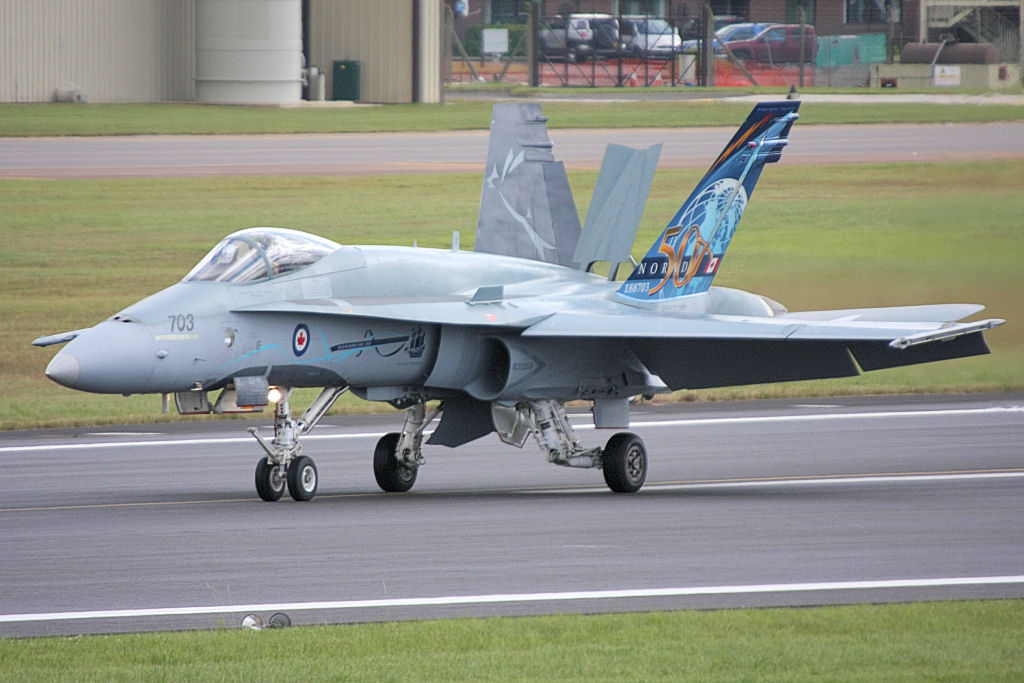
Kanadai CF–18 Hornet vadászgép

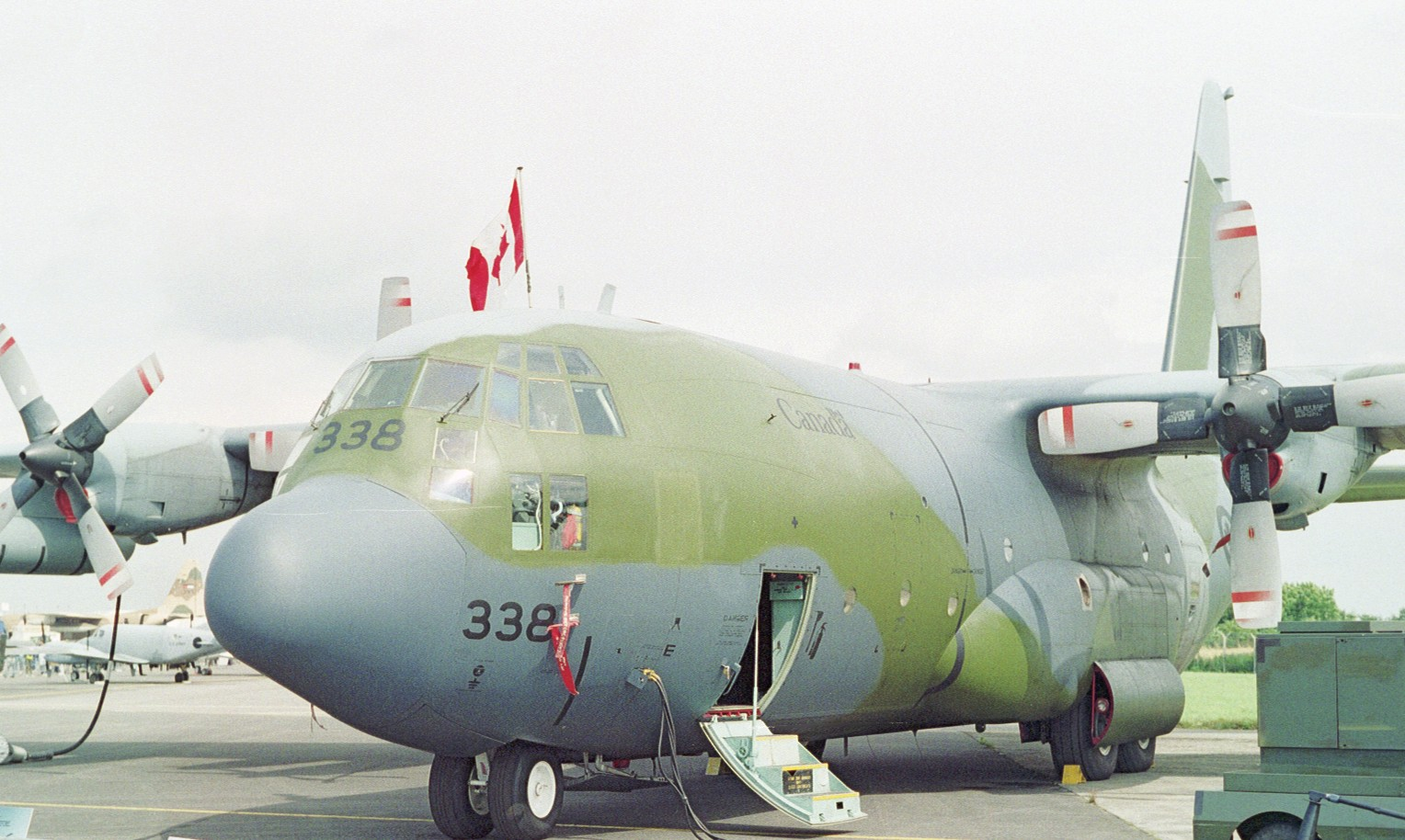
A Kanadai Királyi Légierő Lockheed KCC–130H Hercules teherszállító repülőgépe

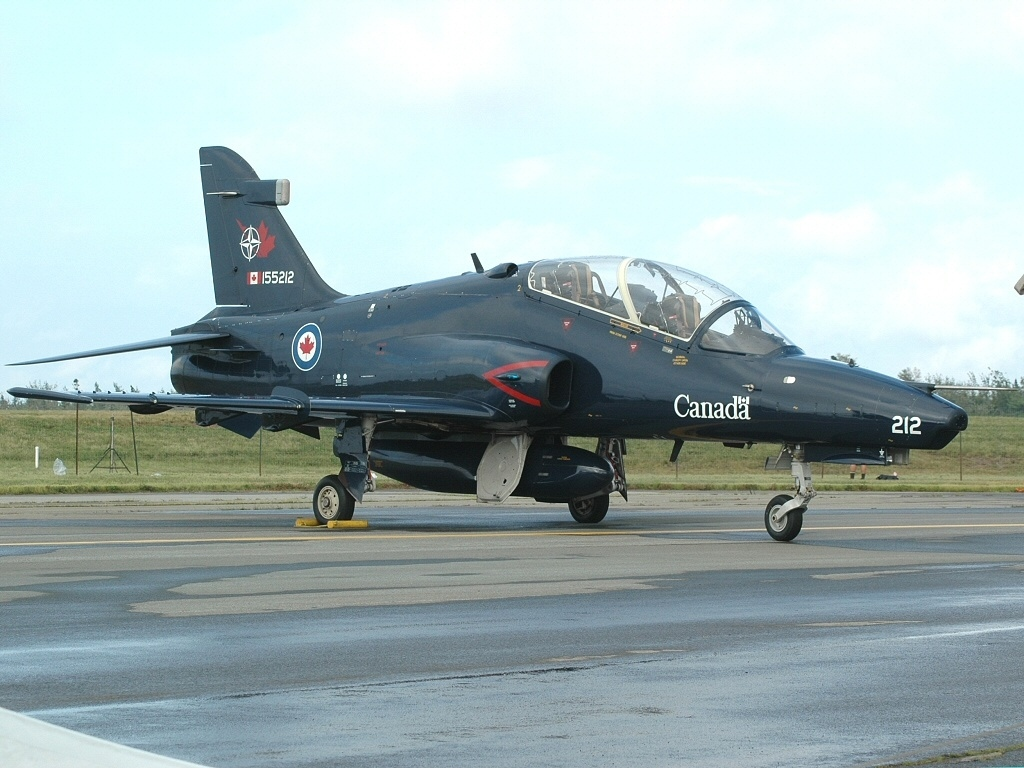
Kanadai CT–155 Hawk kiképzőgép

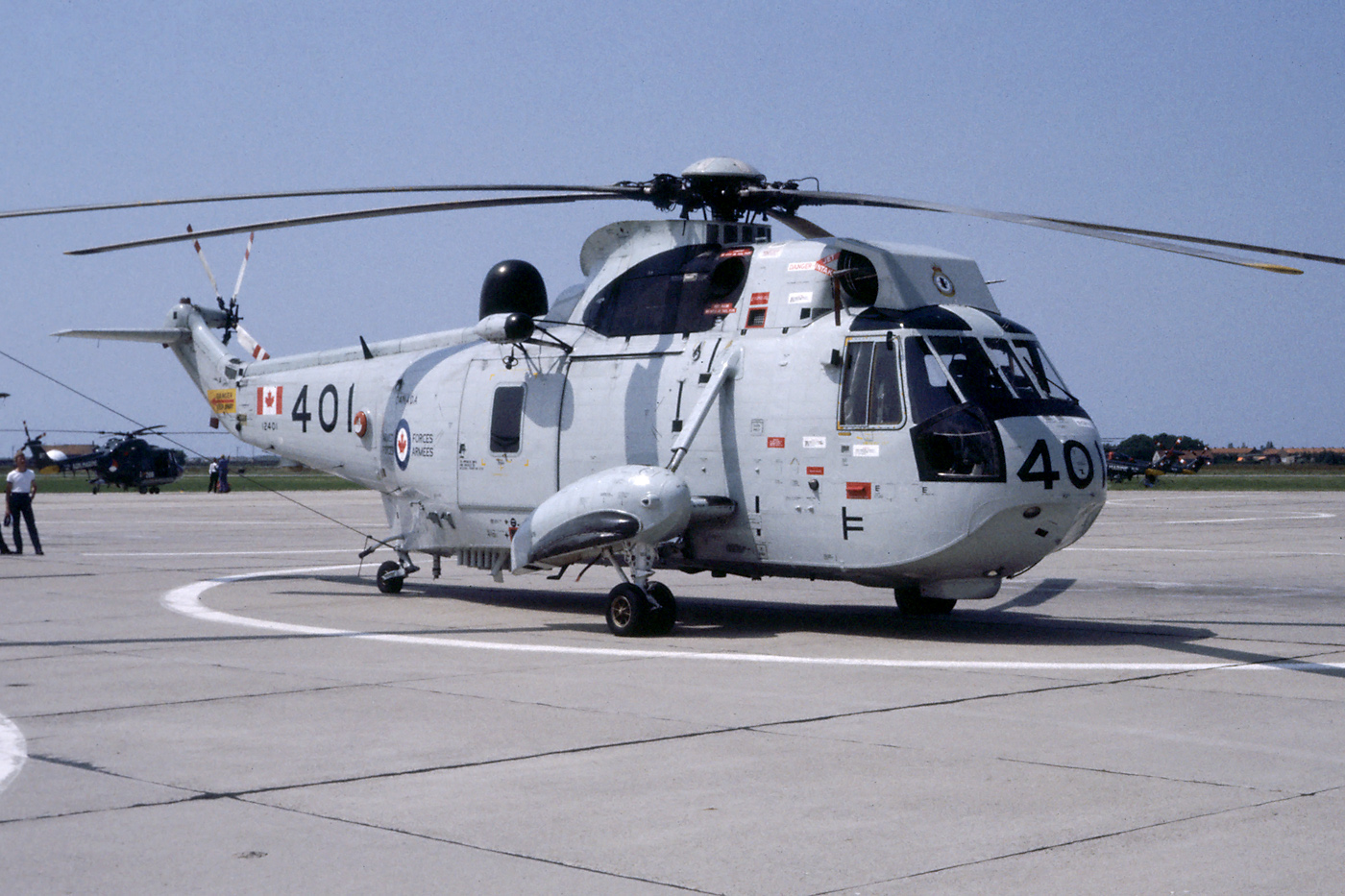
Kanadai CH–124–es Seaking helikopter

| Kanada / USA               | CF–188A Hornet         | többfeladatú vadászrepülőgép                          | 72 db                            | - A együléses, B kétüléses változat - A repülőgépek az amerikai F/A–18 Hornet repülőgép kanadai, licenc alapján gyártott változatai. - Eredetileg 138 db került beszerzésre. |
| Kanada / USA               | CF–188B Hornet         | többfeladatú vadászrepülőgép                          | 31 db                            | - A együléses, B kétüléses változat - A repülőgépek az amerikai F/A–18 Hornet repülőgép kanadai, licenc alapján gyártott változatai. - Eredetileg 138 db került beszerzésre. |
| Utas és Teherszállítógépek |                        |                                                       |                                  | |
| USA                        | CC–130 Hercules        | szállító/légi utántöltő repülőgép                     | 30 db                            | Ebből 8 db E, 8 db H, 9 db J és 5 db T változatú (mely képes légi utántöltésre)                                                                                              |
| Kanada                     | CC–138 Twin Otter      | szállító repülőgép                                    | 4 db                             | |
| Kanada                     | CC–144 Challenger      | szállító repülőgép                                    | 6 db                             | |
| Franciaország              | CC–150 Polaris         | szállító/légi utántöltő repülőgép                     | 5 db                             | - Ebből 2 db légi utántöltésre is alkalmas MRTT változatú. |
| USA                        | CC–177 Globemaster III | szállító repülőgép                                    | 5 db                             | |
| Kiképző repülőgépek        |                        |                                                       |                                  | |
| Kanada                     | CT–142 Dash 8          | kiképző repülőgép                                     | 4 db                             | - A szállító repülőgépek személyzetének kiképzésére használják. |
| Egyesült Királyság         | CT–155 Hawk            | sugárhajtású kiképző repülőgép                        | 20 db                            | |
| USA                        | CT–156 Harvard II      | kiképző repülőgép                                     | 25 db                            | |
| Egyéb repülőgépek          |                        |                                                       |                                  | |
| Kanada                     | CT–114 Tutor           | bemutató repülőgép                                    | 25 db                            | - 431. "The Snowbirds" Légi bemutató század |
| Kanada                     | CC–115 Buffalo         | kutató-mentő repülőgép                                | 6 db                             | |
| USA                        | CP–140 Aurora          | tengerészeti felderítő repülőgép                      | 19 db                            | - Az amerikai P–3 Orion repülőgépek helyi igények szerint módosított változata.                                                                                              |
| Helikopterek               |                        |                                                       |                                  | |
| USA / Kanada               | CH–124 Sea King        | tengeralattjáró-elhárító / könnyű szállító helikopter | 27 db                            | - Eredetileg 41 db került beszerzésre. Váltótípusa a CH–148 Cyclone. |
| USA                        | CH–139 JetRanger       | kiképző helikopter                                    | 1 db                             | |
| Kanada                     | CH–146 Griffon         | szállító helikopter                                   | 98 db                            | |
| USA                        | CH–147 Chinook         | szállító helikopter                                   | 5 db                             | |
| USA                        | CH–148 Cyclone         | tengeralattjáró-elhárító / könnyű szállító helikopter | 1 db (további 27 db megrendelve) | |
| Olaszország                | CH–149 Cormorant       | könnyű kutató-mentő helikopter                        | 14 db                            | |
| Oroszország                | CH–178                 | szállító helikopter                                   | 4 db Mi–17V–5                    | |

### Hadrendből kivont eszközök

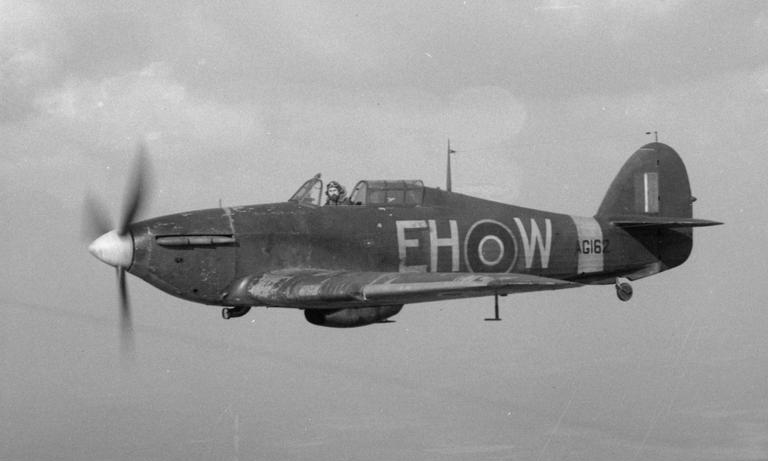
Kanadai Hawker Hurricane Mark X vadászgép 1940

| Származási hely/ Megnevezés | Változat        | Feladatkör | Mennyiség | Szolgálatba lépés | Kivonva | Megjegyzés                    |
| --------------------------- | --------------- | ---------- | --------- | ----------------- | ------- | ----------------------------- |
| / Hawker Hurricane          | Mk X, XI és XII | vadászgép  | 502 db    | 1939              | 1948    | - Kanadában gyártott változat |
| Lockheed Ventura            | Mk. I, II és V  | vadászgép  | 286 db    | 1942              | 1947    |                               |

## Kapcsolódó Szócikkek
- Kanada hadereje
- Amerikai országok légierői